# New York State Legislature

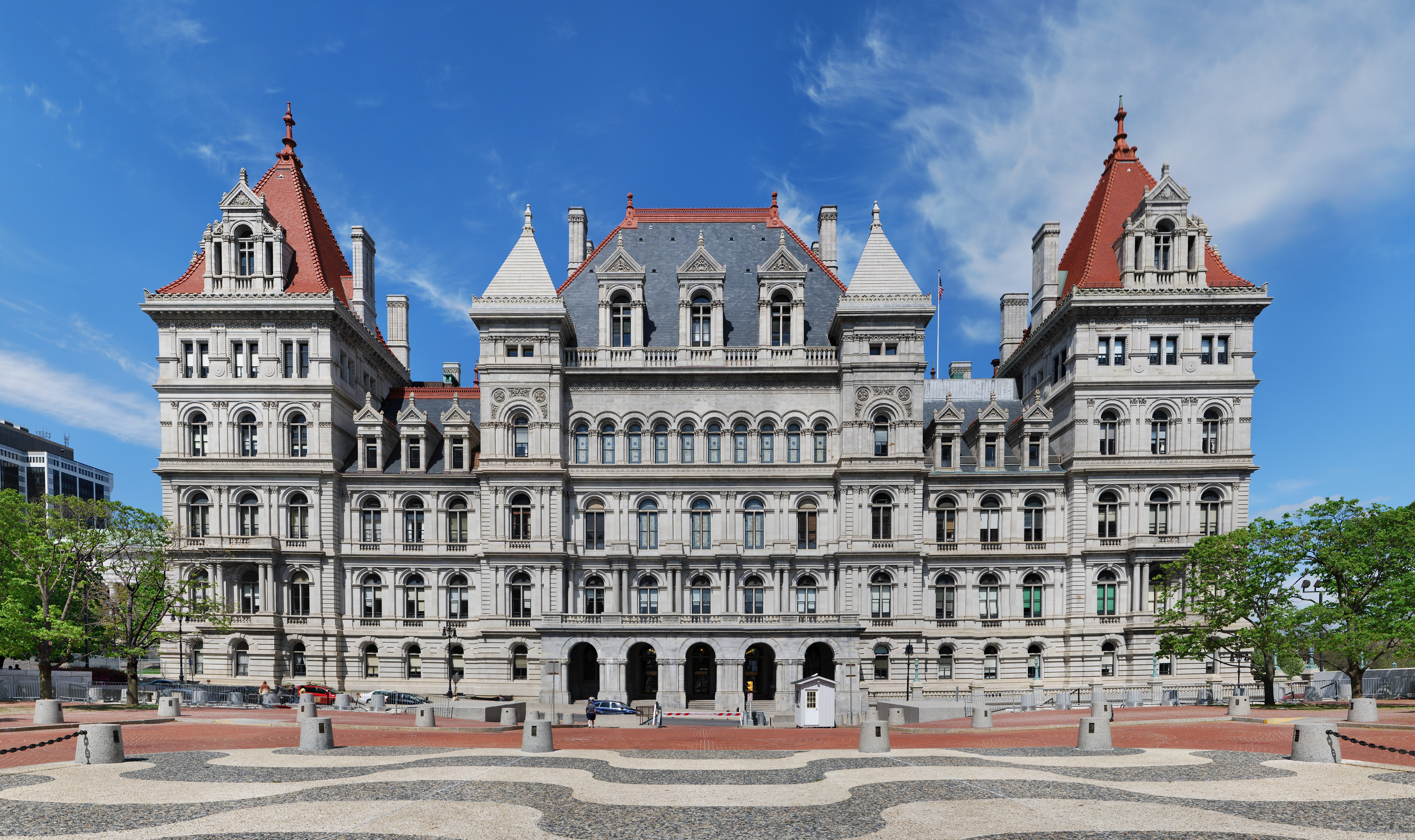
Die State Legislature tagt im New York State Capitol

Die New York State Legislature ist die State Legislature und damit die Legislative des US-Bundesstaats New York. Sie wurde durch die staatliche Verfassung 1777 geschaffen und besteht aus der New York State Assembly, die als Unterhaus fungiert, sowie dem Senat von New York als Oberhaus. Die State Legislature tagt im New York State Capitol in Albany, das auch Sitz des Gouverneurs und seines Stellvertreters ist.
Die Assembly besteht aus 150 Mitgliedern, der Senat aus 63. Beide Kammern werden für zwei Jahre gewählt. Der Wahltag fällt mit dem des Bundeskongresses zusammen.
Wählbar sind US-Bürger, die seit mindestens fünf Jahren in New York und mindestens ein Jahr im entsprechenden Wahlbezirk leben, und die im Wählerregister eingetragen sind. Das Mindestalter für beide Häuser 18 Jahre.
Im Gegensatz zu den meisten State Legislatures, die als Teilzeitparlament nur begrenzte Tagungsperioden haben, ordnet die National Conference of State Legislatures (NCSL) die State Legislature von New York als Vollzeitparlament ein. Mit einer Vergütung von 110.000 USD pro Jahr und bis zu 176 USD pro Sitzungstag (2020) liegen die Abgeordneten im oberen Bereich der Staatsparlamentarier.